# チクビ
チクビ (Chikubi) は、ザンビアの地名である。行政区分としてはムチンガ州チャマ地区に属する。
チクビには地区の中心地チャマと東部州の州都チパタを結ぶ幹線道路RD104/105号線が走る。104道はチャマへ向かい、105道はチクビの北で分岐し、西部のチクンビやチテンボを経由してマフィンガ地区と繋がる。
チクビの西には南部でザンベジ川と合流する大河ルアングワ川が流れ、原生地域である西部対岸は北ルアングワ国立公園に指定されている。かつてこの一帯は象やヌーの密漁が盛んな地域でもあった。